# Annette Edmondson
Annette Edmondson   (Adelaida, 12 de desembre de 1991) és una ciclista australiana, especialista en la pista. Ha guanyat una medalla de bronze als Jocs Olímpics de Londres en Òmnium.

## Palmarès en pista
- 2009
  -  Campiona d'Oceania en 500 m.
  -  Campiona d'Oceania en Velocitat per equips (amb Emily Rosemond)
- 2011
  -  Campiona d'Austràlia en Òmnium
  -  Campiona d'Austràlia en Scratch
- 2012
  -  Medalla de bronze als Jocs Olímpics del 2012 en Òmnium
  -  Campiona d'Oceania en Òmnium
  -  Campiona d'Oceania en Persecució per equips (amb Ashlee Ankudinoff i Isabella King)
  -  Campiona d'Austràlia en Puntuació
  -  Campiona d'Austràlia en Persecució
- 2013
  -  Campiona d'Oceania en Puntuació
  -  Campiona d'Oceania en Òmnium
  -  Campiona d'Austràlia en Puntuació
  -  Campiona d'Austràlia en Òmnium
  -  Campiona d'Austràlia en Scratch
  -  Campiona d'Austràlia en Persecució
- 2014
  - Medalla d'or als Jocs de la Commonwealth en Scratch
  -  Campiona d'Oceania en Persecució
  -  Campiona d'Oceania en Òmnium
  -  Campiona d'Austràlia en Puntuació
  -  Campiona d'Austràlia en Scratch
- 2015
  -  Campiona del món en Persecució per equips (amb Amy Cure, Melissa Hoskins i Ashlee Ankudinoff)
  -  Campiona del món en Òmnium
- 2016
  -  Campiona d'Oceania en Persecució per equips (amb Ashlee Ankudinoff, Amy Cure i Alexandra Manly)
  -  Campiona d'Austràlia en Puntuació
  -  Campiona d'Austràlia en Scratch
- 2018
  -  Campiona d'Austràlia en Persecució per equips
  - Medalla d'or als Jocs de la Commonwealth en Persecució per equips
- 2019
  -  Campiona del món en Persecució per equips

## Palmarès en ruta
- 2013
  - 1a al Tour of Chongming Island i vencedora d'una etapa
  - Vencedora d'una etapa del Lotto Belisol Belgium Tour
- 2016
  - Vencedora d'una etapa al Santos Women's Tour
- 2017
  - 1a al Pajot Hills Classic
  - Vencedora d'una etapa al BeNe Ladies Tour
- 2018
  - Vencedora d'una etapa al Santos Women's Tour
- 2021
  -  Campiona d'Austràlia de ciclisme en critèrium